# 전국체육대회 메달 집계
전국체육대회 메달 집계는 대한체육회가 주관하는 전국체육대회, 전국동계체육대회, 전국소년체육대회, 전국생활체육대축전에서 각 종목별 결과와 순위에 따라 시상한 메달을 집계하고, 메달과 경기 성적에 따라 선수단별로 점수를 부여하여 순위를 메기는 방식으로 집계한다.

## 순위 결정
전국체육대회와 전국동계체육대회에서 종합 순위는 규정에 따라 점수를 부여하고 선수단별로 점수를 합산하여 종합 순위를 결정한다. 재외 한인 선수단은 금메달 수, 은메달 수, 동메달 순으로 순위를 결정한다.

## 점수 부여
종목별로 배정된 점수가 다르며, 각 선수단은 종목별로 획득한 점수와 메달 획득 점수를 합산하여 점수가 부여된다. 종목별 점수는 종목별로 배당된 점수(확정배점) 중에서 해당 종목에 참가한 선수단이 얻은 모든 점수 합계 중에서 각 선수단이 얻은 점수 비율에 따라 부여된다.

### 종목별 확정배점
각 종목별로 배당된 점수(확정배점)은 다음과 같다. 단, 참가한 선수단 수가 부족하여 해당 종목에서 모든 선수단이 얻은 점수 총계가 확정배점보다 낮은 경우, 최하위 선수단을 100점으로 하고 순차적으로 100점씩 가산하여 확정배점이 대체된다.
| 구분             | 구분 | 확정배점 | 종목 | 비고 |
| ---------------- | ---- | -------- | --- | ---- |
| 올림픽 종목      | 가   | 13,600점 | 축구, 야구 및 소프트볼, 테니스, 농구, 배구, 탁구, 핸드볼, 복싱, 유도, 양궁, 사격, 체조, 하키, 펜싱, 배드민턴, 태권도, 조정, 카누, 사이클 |      |
| 올림픽 종목      | 나   | 12,000점 | 럭비, 요트, 근대5종, 골프, 승마, 롤러스포츠, 레슬링                                                                                      |      |
| 올림픽 종목      | 다   | 10,500점 | 육상 트랙, 육상 필드, 육상 로드, 수영(경영), 다이빙                                                                                      |      |
| 올림픽 종목      | 라   | 9,100점  | 역도, 트라이애슬론 |      |
| 올림픽 종목      | 마   | 7,800점  | |      |
| 올림픽 종목      | 바   | 4,500점  | 수구, 산악 |      |
| 올림픽 종목      | 사   | 3,600점  | |      |
| 아시안 게임 종목 | 가   | 12,000점 | 정구, 볼링 |      |
| 아시안 게임 종목 | 나   | 10,500점 | 우슈, 스쿼시, 세팍타크로 |      |
| 아시안 게임 종목 | 다   | 3,600점  | 바둑 |      |
| 기타 종목        | 가   | 10,500점 | 씨름, 검도, 궁도 |      |
| 기타 종목        | 나   | 9,100점  | 핀수영, 에어로빅힙합 |      |
| 기타 종목        | 다   | 6,600점  | 보디빌딩 |      |
| 기타 종목        | 라   | 4,500점  | 당구, 댄스스포츠 |      |
| 기타 종목        | 마   | 3,600점  | 수상스키 및 웨이크보드 |      |

### 종목별 경기 점수
싱글 엘리미네이션 토너먼트 방식으로 진행되는 종목은 아래와 같은 방식으로 순위에 따른 점수를 부여한다. 기록 경기나 토너먼트 방식으로 진행되지 않는 종목은 각 종목별 요강에 따라 부여된다. 기록 경기나 토너먼트 방식으로 진행되지 않는 종목은 각 종목별 요강에 따라 부여된다.
| 순위   | 점수  | 비고             |
| ------ | ----- | ---------------- |
| 1위    | 8점   | 우승             |
| 2위    | 7점   | 준우승           |
| 3위    | 5.5점 | 4강              |
| 5위    | 2.5점 | 8강              |
| 개최지 | 2.5점 | 개최지 기본 점수 |

### 신기록 가산 점수
육상, 수영(경영), 사이클, 역도, 양궁, 사격, 롤러스포츠(인라인스피드스케이팅), 핀수영 등 총 8개 기록 종목에서 신기록을 수립한 선수는 아래와 같은 비율로 해당 선수가 얻은 점수에 따른 가산점이 부여된다.
| 종류                   | 가산 점수 | 비고                  |
| ---------------------- | --------- | --------------------- |
| 세계 신기록            | 300%      |                       |
| 세계 타이기록          | 200%      |                       |
| 세계 주니어 신기록     | 160%      |                       |
| 세계 주니어 타이기록   | 100%      |                       |
| 한국 신기록            | 200%      |                       |
| 한국 타이기록          | 60%       |                       |
| 한국 주니어 신기록     | 60%       |                       |
| 한국 주니어 타이신기록 | 50%       |                       |
| 대회 신기록            | 50%       | 한국 학생 신기록 포함 |
| 개인 최고 기록 갱신    | 50%       | 육상, 수영 종목       |

### 메달 점수
획득한 메달에 따라 각 선수단별로 아래와 같은 점수가 부여된다.
| 종목      | 메달   | 점수 | 비고 |
| --------- | ------ | ---- | ---- |
| 개인 종목 | 금메달 | 40점 |      |
| 개인 종목 | 은메달 | 20점 |      |
| 개인 종목 | 동메달 | 10점 |      |
| 단체 종목 | 금메달 | 80점 |      |
| 단체 종목 | 은메달 | 40점 |      |
| 단체 종목 | 동메달 | 30점 |      |

### 개최지 가산 점수
개최지 선수단은 토너먼트 방식으로 진행되지 않는 종목에 대해 해당 종목에서 얻은 점수의 20%를 개최지 가산 점수로 부여된다.

## 참고 문헌
- “대한체육회 국내종합경기대회”. 대한체육회.
- 《대한체육회 50년》. 대한체육회. 1970. 2020년 11월 8일에 원본 문서에서 보존된 문서. 2022년 11월 5일에 확인함.
- 《대한체육회 70년사》. 대한체육회. 1990. 2020년 11월 8일에 원본 문서에서 보존된 문서. 2022년 11월 5일에 확인함.
- 《대한체육회 90년사》. 대한체육회. 2011. 2020년 11월 8일에 원본 문서에서 보존된 문서. 2022년 11월 5일에 확인함.
- 대한체육회 100주년 기념사업부 (2020). 《대한민국 체육 100년》. 대한체육회. 2023년 9월 21일에 원본 문서에서 보존된 문서. 2024년 6월 5일에 확인함.
- 《전국종합체육대회 채점 및 시상 내규》. 대한체육회. 2024년 6월 5일에 원본 문서에서 보존된 문서. 2024년 6월 5일에 확인함.